# Hoffnungslos (Tschechow)

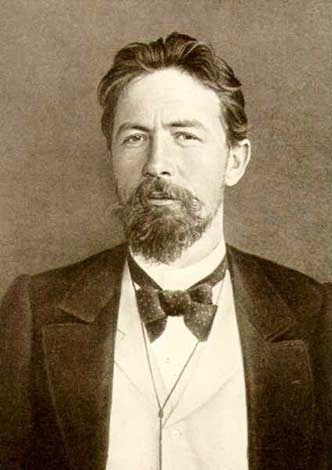
Anton Tschechow

Hoffnungslos (russisch Безнадёжный, Besnadjoschny) ist eine Kurzgeschichte des russischen Schriftstellers Anton Tschechow, die am 18. April 1885 in dem satirischen Wochenblatt Budilnik erschien.

## Inhalt
Frühling in Russland: Gelangweilt beobachtet der Semstwo-Vorsitzende Jegor Fjodorytsch Schmachin, ein verwitweter Gutsherr, von seinem Anwesen aus auf dem vorbeieilenden Fluss den Weg dieser oder jener verspäteten Eisscholle. Der Gutsbesitzer möchte mit so einer Scholle auf und davon. Eigentlich, wenn das Hochwasser nicht wäre, käme gegen Abend Kartenspiel bei dem Nachbarn oder die heutige Geburtsfeier bei der Nachbarin in Frage. Das Warten „ohne Ziel, ohne Ende ... ist zum Aufhängen“. Für das Abendessen ist es zu früh. Schmachin spielt gegen sich selbst Dame. Weil sich beim Kampf auf dem Brett die Gedankengänge verwirren, ist der Gutsherr froh, als sein Diener Iljuschka ins Zimmer tritt. Der Diener wird ans Brett befohlen und muss als Gegner herhalten. Mürrisch registriert Schmachin bei sich, der nach Zwiebel stinkende Iljuschka steht gesellschaftlich doch ziemlich weit unter ihm. Der Herr wirft den Diener hinaus, als dieser Widerpart auf dem Brett sukzessive die Oberhand gewinnen will. Regen trommelt gegen die Fensterscheiben. Die Eintönigkeit zermürbt. Wie ist Zeit totzuschlagen? Schmachin begibt sich in sein Arbeitszimmer und findet in dem Regal einen Turgenjew und liest Das Adelsnest ein zweites Mal. Tschechow schließt: „Und seine unruhevolle Seele fand Ruhe bei dem großen Schriftsteller.“ Iljuschka kommt nach einer Weile auf Zehenspitzen, nimmt dem schlafenden Herrn das Buch aus der Hand und bettet ihn provisorisch mit einem Kissen. 

## Verfilmung
- 1998, Russland, VID-TV[4] und Tschechow-Kunsttheater Moskau: Tschechow und Company[5], Staffel 8 (russisch) von Sinowi Roisman[6], Dmitri Brusnikin[7] und Alexander Feklistow mit Alexander Kaljagin[8] als Jegor Schmachin und Wladimir Sterschakow[9] als sein Diener Iljuschka.

## Verwendete Ausgabe
- Gerhard Dick (Hrsg.), Wolf Düwel (Hrsg.): Anton Tschechow: Gesammelte Werke in Einzelbänden: Hoffnungslos. Skizze. S. 281–285 in: Gerhard Dick (Hrsg.): Anton Tschechow: Vom Regen in die Traufe. Kurzgeschichten. Aus dem Russischen übersetzt von Ada Knipper und Gerhard Dick. Mit einem Vorwort von Wolf Düwel. 630 Seiten. Rütten & Loening, Berlin 1964 (1. Aufl.)[10]